# Чемпионат мира по биатлону 2025
Чемпионат мира по биатлону 2025 — 58-й чемпионат мира по биатлону, который состоялся в Ленцерхайде, Швейцария с 12 по 23 февраля 2025 года.

## Выборы организатора
В ноябре 2020 года на конгрессе Международного союза биатлонистов, прошедшем в формате видеоконференции, швейцарский Ленцерхайде был выбран местом проведения чемпионата мира 2025 года; заявка белорусских Раубичей поддержана не была.

## Общая информация
Швейцария принимала чемпионат мира по биатлону среди женщин 1985 года, который состоялся в местечке Эгг.
На чемпионате 2025 года было проведено 12 гонок: мужские и женские спринты, гонки преследования, индивидуальные гонки, масс-старты и эстафеты, а также смешанная и одиночная смешанная эстафеты.

## Медальный зачёт
| Место          | Страна         | Золото | Серебро | Бронза | Всего |
| -------------- | -------------- | ------ | ------- | ------ | ----- |
| 1              | Франция        | 6      | 2       | 5      | 13    |
| 2              | Норвегия       | 4      | 3       | 2      | 9     |
| 3              | Швеция         | 1      | 2       | 1      | 4     |
| 4              | Германия       | 1      | 1       | 3      | 5     |
| 5              | США            | 0      | 2       | 0      | 2     |
| 6              | Италия         | 0      | 1       | 0      | 1     |
| 6              | Чехия          | 0      | 1       | 0      | 1     |
| 8              | Финляндия      | 0      | 0       | 1      | 1     |
| Всего стран: 8 | Всего стран: 8 | 12     | 12      | 12     | 36    |

## Медалисты

### Мужчины
| Дисциплина                                | Золото                                                                             | Золото                                        | Серебро                                                               | Серебро                                                   | Бронза                                                                   | Бронза                                                    |
| ----------------------------------------- | ---------------------------------------------------------------------------------- | --------------------------------------------- | --------------------------------------------------------------------- | --------------------------------------------------------- | ------------------------------------------------------------------------ | --------------------------------------------------------- |
| Спринт 10 км см. подробнее                | Йоханнес Тиннес Бё · Норвегия                                                      | 21:56.8 (0+0)                                 | Кэмпбелл Райт · США                                                   | 22:24.5 (0+0)                                             | Кантен Фийон Майе · Франция                                              | 22:33.8 (1+0)                                             |
| Гонка преследования 12,5 км см. подробнее | Йоханнес Тиннес Бё · Норвегия                                                      | 32:26.9 (1+0+1+0)                             | Кэмпбелл Райт · США                                                   | 32:35.5 (1+0+0+0)                                         | Эрик Перро · Франция                                                     | 32:47.7 (0+1+0+0)                                         |
| Индивидуальная гонка 20 км см. подробнее  | Эрик Перро · Франция                                                               | 47:58.1 (0+1+0+0)                             | Томмазо Джакомель · Италия                                            | 48:50.5 (0+0+0+1)                                         | Кантен Фийон Майе · Франция                                              | 49:57.6 (2+0+1+0)                                         |
| Масс-старт 15 км см. подробнее            | Эндре Стрёмсхейм · Норвегия                                                        | 38:22.6 (1+0+0+0)                             | Стурла Холм Легрейд · Норвегия                                        | 38:35.0 (2+0+0+0)                                         | Йоханнес Тиннес Бё · Норвегия                                            | 38:35.3 (1+1+2+0)                                         |
| Эстафета 4×7,5 км см. подробнее           | Норвегия · Эндре Стрёмсхейм · Тарьей Бё · Стурла Холм Легрейд · Йоханнес Тиннес Бё | 1:18:18.1 (0+2) (0+0) (0+0) (0+2) (0+0) (0+0) | Франция · Эмильен Клод · Фабьен Клод · Эрик Перро · Кантен Фийон Майе | 1:19:00.0 (0+0) (0+1) (0+1) (0+2) (0+1) (0+0) (0+1) (0+1) | Германия · Филипп Наврат · Данило Ритмюллер · Йоханнес Кюн · Филипп Хорн | 1:19:54.0 (0+1) (0+3) (0+1) (0+2) (0+0) (0+0) (0+3) (0+0) |

### Женщины
| Дисциплина                               | Золото                                                                  | Золото                                                    | Серебро                                                                                  | Серебро                                                 | Бронза                                                                   | Бронза                                                  |
| ---------------------------------------- | ----------------------------------------------------------------------- | --------------------------------------------------------- | ---------------------------------------------------------------------------------------- | ------------------------------------------------------- | ------------------------------------------------------------------------ | ------------------------------------------------------- |
| Спринт 7,5 км см. подробнее              | Жюстин Брезаз-Буше · Франция                                            | 22:08.7 (1+0)                                             | Франциска Пройс · Германия                                                               | +9,8 (0+1)                                              | Суви Минккинен · Финляндия                                               | +10,0 (0+0)                                             |
| Гонка преследования 10 км см. подробнее  | Франциска Пройс · Германия                                              | 26:58.9 (0+0+0+0)                                         | Эльвира Эберг · Швеция                                                                   | +39,1 (0+0+0+1)                                         | Жюстин Брезаз-Буше · Франция                                             | +40,9 (1+0+1+1)                                         |
| Индивидуальная гонка 15 км см. подробнее | Жюлья Симон · Франция                                                   | 41:27.7 (0+0+0+1)                                         | Элла Хальварссон · Швеция                                                                | +37,8 (0+0+0+0)                                         | Лу Жанмонно · Франция                                                    | +39,2 (1+0+0+0)                                         |
| Масс-старт 12,5 км см. подробнее         | Эльвира Эберг · Швеция                                                  | 40:32.3 (1+1+0+0)                                         | Осеан Мишлон · Франция                                                                   | 40:41.7 (1+1+1+0)                                       | Марен Киркёде · Норвегия                                                 | 40:48.8 (2+0+1+0)                                       |
| Эстафета 4×6 км см. подробнее            | Франция · Лу Жанмонно · Осеан Мишлон · Жюстин Брезаз-Буше · Жюлья Симон | 1:07:26.5 (0+0) (0+0) (0+0) (0+1) (0+2) (0+1) (0+0) (0+0) | Норвегия · Каролин Кноттен · Ингрид Тандревольд · Рагнхильд Фемстейневик · Марен Киркёде | +1.04,2 (0+2) (1+6) (0+2) (1+3) (0+0) (0+2) (0+0) (0+1) | Швеция · Анна Магнуссон · Элла Хальварссон · Ханна Эберг · Эльвира Эберг | +1.44,5 (0+1) (0+0) (0+1) (0+2) (0+0) (0+0) (1+3) (0+1) |

### Смешанные эстафеты
| Дисциплина                                          | Золото                                                                      | Золото                                                    | Серебро                                                                                              | Серебро                                                   | Бронза                                                                       | Бронза                                                    |
| --------------------------------------------------- | --------------------------------------------------------------------------- | --------------------------------------------------------- | --- | --------------------------------------------------------- | ---------------------------------------------------------------------------- | --------------------------------------------------------- |
| Смешанная эстафета 4×6 км см. подробнее             | Франция · Жюлья Симон · Лу Жанмонно · Эрик Перро · Эмильен Жаклен           | 1:04:41,5 (0+1) (0+0) (0+0) (0+1) (0+0) (0+0) (0+1) (1+3) | Чехия · Джессика Ислова · Тереза Воборникова · Витезслав Горниг · Михал Крчмарж                      | 1:05:55,3 (0+0) (0+1) (0+2) (0+0) (0+0) (0+3) (0+1) (0+2) | Германия · Селина Гротиан · Франциска Пройс · Филипп Наврат · Юстус Штрелов  | 1:05:59,9 (0+2) (0+2) (0+1) (0+1) (0+2) (0+3) (0+0) (0+0) |
| Одиночная смешанная эстафета 6+7,5 км см. подробнее | Франция · Жюлья Симон · Кантен Фийон Майе · Жюлья Симон · Кантен Фийон Майе | 35:25,1 (0+0) (0+0) (0+1) (0+2) (0+2) (0+1) (0+0) (0+1)   | Норвегия · Рагнхильд Фемстейневик · Йоханнес Тиннес Бё · Рагнхильд Фемстейневик · Йоханнес Тиннес Бё | 35:30,8 (0+3) (0+2) (0+2) (0+1) (0+1) (0+2) (0+1) (0+3)   | Германия · Франциска Пройс · Юстус Штрелов · Франциска Пройс · Юстус Штрелов | 35:33,4 (0+0) (0+2) (0+0) (0+0) (0+1) (0+0) (0+0) (0+1)   |

## Участники
В гонках чемпионата мира 2025 года приняли участие спортсмены из 34 стран. Из-за вторжения России на Украину представители России и Белоруссии не были допущены к соревнованиям.
Как и на Кубке мира, количество стартовых мест в спринтах и индивидуальных гонках зависит от национального рейтинга по итогам сезона 2023/24, однако, в отличие от Кубка мира, в гонках чемпионата мира могут участвовать не более четырёх представителей каждой страны. Исключение составляют национальные федерации, в которых более четырёх спортсменов входят в топ-15 в общем зачёте Кубка мира — они получают пять стартовых мест. Кроме того, действующие чемпионы мира получают право на старт сверх обозначенной квоты.
| Европа                                                                                          | Европа                                                                                   | Европа                                                                            |
| ----------------------------------------------------------------------------------------------- | ---------------------------------------------------------------------------------------- | --------------------------------------------------------------------------------- |
| - Австрия - Бельгия - Болгария - Великобритания - Венгрия - Германия - Греция - Дания - Испания | - Италия - Латвия - Литва - Молдавия - Норвегия - Польша - Румыния - Словакия - Словения | - Украина - Финляндия - Франция - Хорватия - Чехия - Швейцария - Швеция - Эстония |
| Америка                                                                                         |                                                                                          |                                                                                   |
| - Аргентина - Бразилия                                                                          | - Гренландия - Канада                                                                    | - США                                                                             |
| Азия                                                                                            |                                                                                          |                                                                                   |
| - Казахстан                                                                                     | - Монголия                                                                               |                                                                                   |
| Океания                                                                                         |                                                                                          |                                                                                   |
| - Австралия                                                                                     |                                                                                          |                                                                                   |

## Расписание
| Дата       | Время (мст) | Дисциплина                           |
| ---------- | ----------- | ------------------------------------ |
| 12 февраля | 14:30       | Смешанная эстафета 4×6 км            |
| 14 февраля | 15:05       | Спринт. Женщины 7,5 км               |
| 15 февраля | 15:05       | Спринт. Мужчины 10 км                |
| 16 февраля | 12:05       | Гонка преследования. Женщины 10 км   |
| 16 февраля | 15:05       | Гонка преследования. Мужчины 12,5 км |
| 18 февраля | 15:05       | Индивидуальная гонка. Женщины 15 км  |
| 19 февраля | 15:05       | Индивидуальная гонка. Мужчины 20 км  |
| 20 февраля | 16:05       | Одиночная смешанная эстафета         |
| 22 февраля | 12:05       | Эстафета. Женщины 4×6 км             |
| 22 февраля | 15:05       | Эстафета. Мужчины 4×7,5 км           |
| 23 февраля | 13:45       | Масс-старт. Мужчины 15 км            |
| 23 февраля | 16:05       | Масс-старт. Женщины 12,5 км          |